# Salvitelle
Salvitelle é uma comuna italiana da região da Campania, província de Salerno, com cerca de 702 habitantes. Estende-se por uma área de 9 km², tendo uma densidade populacional de 78 hab/km². Faz fronteira com Auletta, Buccino, Caggiano, Romagnano al Monte, Vietri di Potenza (PZ).

## Demografia
| Variação demográfica do município entre 1861 e 2011                               |
|                                                                                   |
| Fonte: Istituto Nazionale di Statistica (ISTAT) - Elaboração gráfica da Wikipedia |